# Flebbe-Haus

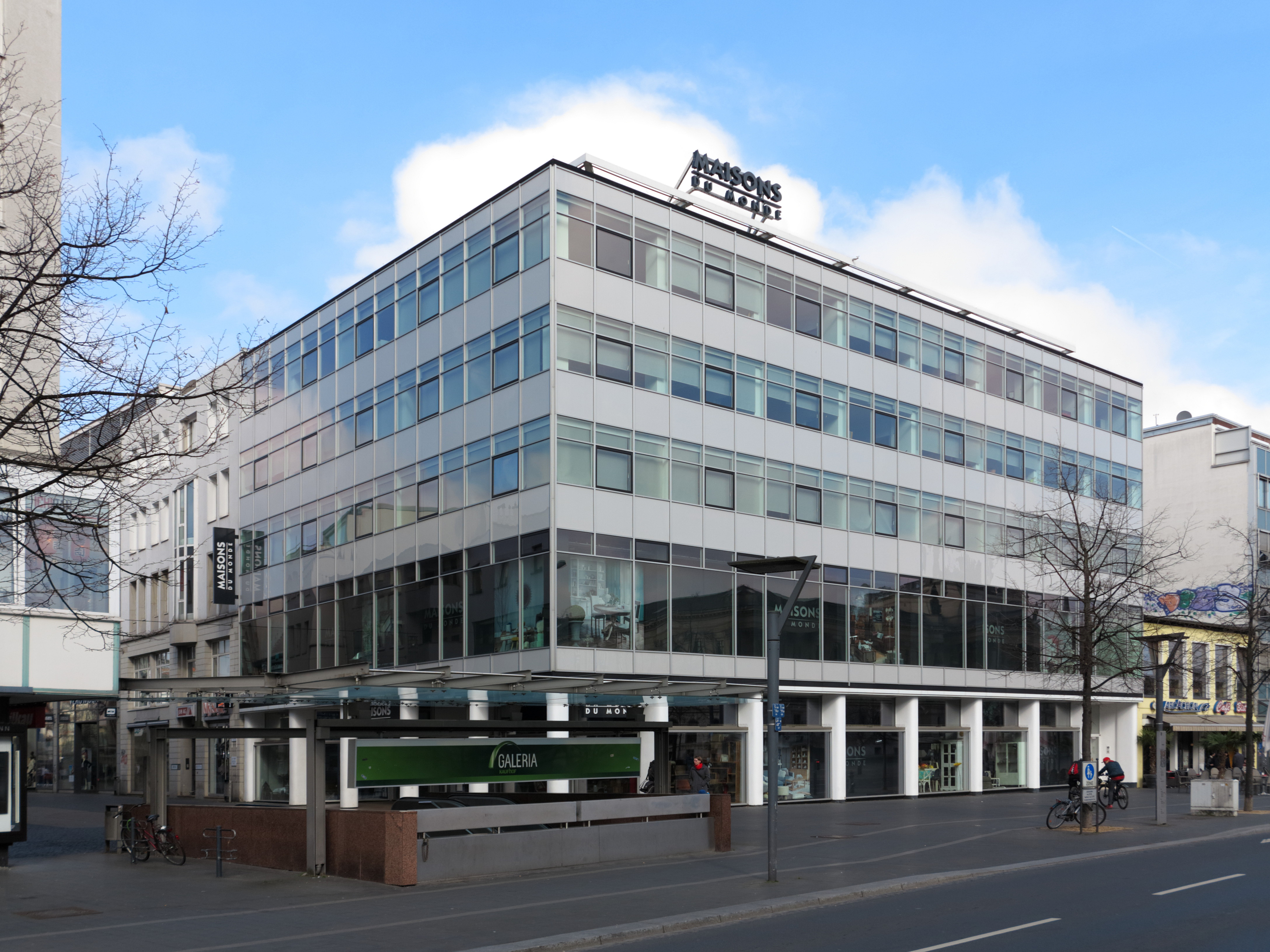
Das Flebbe-Haus von Südosten

Das Flebbe-Haus ist ein denkmalgeschütztes Geschäftshaus am Bohlweg 1–2, Ecke Damm in Braunschweig. Es wurde 1950/54 nach Plänen des in Braunschweig tätigen Architekten Friedrich Wilhelm Kraemer errichtet.

## Geschichte
Da die Braunschweiger Innenstadt im Zweiten Weltkrieg durch alliierte Luftangriffe große Kriegszerstörungen aufwies, war das Flebbe-Haus in der Nachkriegszeit ein Gebäude, das für den Aufbruch und den Beginn des Wirtschaftswunders stand.
An der Ecke zum Damm sollte ein Warenhaus für Herrenmode (Flebbe Herrenmode) des Kaufmanns Heinz Flebbe entstehen. Architekt des Vorhabens war Friedrich Wilhelm Kraemer. Zunächst wurde 1950 ein eingeschossiger Ladenpavillon errichtet. Dieser wurde bis 1953 um ein weiteres Ladengeschoss und vier Geschosse mit Büros erhöht.
Das Gebäude fällt vor allem durch seine bemerkenswerte Glasfassade in Form einer Curtain Wall auf. Diese soll dem Lever House, 390 Park Avenue, in Manhattan nachempfunden sein. Es ist einerseits ein Zeugnis der Hinwendung der Architektur zu einem Internationalen Stil, andererseits ein bemerkenswerter Bau der sogenannten Braunschweiger Schule.
2002 wurde das Modegeschäft geschlossen. 2006 wurde das Gebäude aus Gründen der geschichtlichen, künstlerischen, wissenschaftlichen und städtebaulichen Bedeutung unter Denkmalschutz gestellt. Noch im gleichen Jahr erwarb Friedrich Knapp das Gebäude. Dieser veranlasste ab 2007 eine Sanierung durch Karsten Krebs. Die Sanierung wurde von der Niedersächsischen Sparkassenstiftung mit dem Preis für Denkmalpflege 2008 ausgezeichnet. 2007 und 2018 zogen unterschiedliche Modegeschäfte in das Haus ein. Seit 2020 stehen die Ladenetagen leer und werden teilweise für Veranstaltungen genutzt. Studierendenprojekte schlagen einen Umbau in Wohnungen vor.